# Florian Heister
Florian Heister (* 2. März 1997 in Neuss) ist ein deutscher Fußballspieler. Er ist beidseitig auf den defensiven und offensiven Flügeln einsetzbar und steht bei Alemannia Aachen unter Vertrag.

## Karriere
Heister wurde in Neuss geboren und wuchs dort auch auf. Beim Stadtteilklub SG Holzheim, bei dem seine Eltern im Vorstand sind, begann er mit dem Fußballspielen.
Es folgte im Alter von neun Jahren eine Aufnahme im Nachwuchsleistungszentrum von Borussia Mönchengladbach, wo er sich jedoch nicht durchsetzen konnte. Nach einem Jahr beim SC Kapellen-Erft wechselte Heister als A-Junior zum FC Viktoria Köln, für den er eine Saison lang in der A-Junioren-Bundesliga aktiv war. Am Saisonende stieg man direkt wieder in die Verbandsliga Mittelrhein ab.
Im Sommer 2015 folgte die Integration in die erste Herrenmannschaft des FC Viktoria, die in der Regionalliga West antrat. Neun Spieltage vor Schluss zog er sich einen Mittelfußbruch zu und verpasste den Gewinn des Mittelrheinpokals. Nach seiner Genesung kam Heister in der Saison 2016/17 zu elf Ligaspielen und wurde mit der Mannschaft Regionalligameister. In den darauf folgenden Aufstiegsspielen zur 3. Liga musste man sich jedoch dem Nordostmeister FC Carl Zeiss Jena geschlagen geben.
Nach Ablauf seines Vertrages schloss sich der Flügelspieler dem Südwestregionalligisten TSV Steinbach an. Hier wurde er rasch zum Stammspieler und absolvierte in zwei Spielzeiten 59 Pflichtpartien, in denen er zwei Treffer erzielen konnte. Im Frühjahr 2018 gewann Heister mit der Mannschaft den Hessenpokal.
Es folgte ein Karrieresprung für den Neusser, als er nach längerer Beobachtung durch den SSV Jahn Regensburg durch diesen zur Zweitligasaison 2019/20 verpflichtet wurde und einen Dreijahresvertrag erhielt.
Zur Saison 2021/22 kehrte Heister zum FC Viktoria Köln zurück, für den er bereits zwischen 2014 und 2017 aktiv war.
Im Januar 2024 wechselte er zu Alemannia Aachen in die Regionalliga West.

## Erfolge
Alemannia Aachen
- Meister der Regionalliga West: 2024
- Mittelrheinpokal-Sieger: 2024

FC Viktoria Köln
- Mittelrheinpokalsieger: 2016, 2022, 2023
- Meister der Regionalliga West: 2017

TSV Steinbach Haiger
- Hessischer Pokalsieger: 2018